# SV Spielberg
| Saisonbilanzen der letzten Jahre                 | Saisonbilanzen der letzten Jahre | Saisonbilanzen der letzten Jahre | Saisonbilanzen der letzten Jahre | Saisonbilanzen der letzten Jahre | Saisonbilanzen der letzten Jahre |
| Saison                                           | Liga                             | Platz                            | Tore                             | Punkte                           | Anmerkung                        |
| ------------------------------------------------ | -------------------------------- | -------------------------------- | -------------------------------- | -------------------------------- | -------------------------------- |
| 2006/07                                          | VL Nordbaden                     | 07                               | 51:50                            | 42                               |                                  |
| 2007/08                                          | VL Nordbaden                     | 06                               | 63:46                            | 53                               |                                  |
| 2008/09                                          | VL Nordbaden                     | 01                               | 65:31                            | 67                               | Meister                          |
| 2009/10                                          | OL Baden-Württemberg             | 15                               | 60:80                            | 34                               |                                  |
| 2010/11                                          | VL Nordbaden                     | 01                               | 65:28                            | 67                               | Meister                          |
| 2011/12                                          | OL Baden-Württemberg             | 14                               | 53:67                            | 33                               |                                  |
| 2012/13                                          | OL Baden-Württemberg             | 15                               | 46:80                            | 32                               |                                  |
| 2013/14                                          | OL Baden-Württemberg             | 16                               | 60:64                            | 38                               |                                  |
| 2014/15                                          | OL Baden-Württemberg             | 01                               | 81:34                            | 76                               | Meister                          |
| 2015/16                                          | RL Südwest                       | 16                               | 28:70                            | 26                               |                                  |
| 2016/17                                          | OL Baden-Württemberg             | 10                               | 64:63                            | 46                               |                                  |
| 2017/18                                          | OL Baden-Württemberg             | 14                               | 43:70                            | 34                               |                                  |
| 2018/19                                          | OL Baden-Württemberg             | 18                               | 30:74                            | 17                               |                                  |
| 2019/20                                          | VL Nordbaden                     |                                  |                                  |                                  |                                  |
| RL: Regionalliga, OL: Oberliga, VL: Verbandsliga |                                  |                                  |                                  |                                  |                                  |

Der Sportverein Spielberg 1920 e. V. ist ein Fußballverein aus dem rund 2800 Einwohner zählenden Karlsbader Ortsteil Spielberg in Baden. Seine Heimspiele trägt der Verein auf dem Sportplatz Spielberg im Stadion am Talberg aus.

## Geschichte
Der SV Spielberg wurde am 7. Mai 1920 gegründet. 1950 gelang der Aufstieg in die A-Klasse, dem im Jahr 1970 der Aufstieg in die 2. Amateurliga folgte. Erste überregionale Aufmerksamkeit erlangte der Verein mit der Qualifikation zum DFB-Pokal 1975/76. In der ersten Hauptrunde verlor man am 2. August 1975 mit 3:4 bei der SpVgg Eintracht Höhr-Grenzhausen.
Nach dem Abstieg in die Bezirksklasse im Jahr 1983 stieg man 1987 in die Landesliga auf, 1994 folgte der Aufstieg in die Verbandsliga Baden. 2009 wurde der SV Spielberg Verbandsligameister und stieg in die Oberliga Baden-Württemberg auf. Dort konnte man als Tabellenfünfzehnter jedoch die Klasse nicht halten, so dass der Verein in der Saison 2010/11 wieder in der Verbandsliga antrat. Am letzten Spieltag der Saison 2010/11 gelang dem SV Spielberg gegen den VfR Mannheim die erneute Verbandsligameisterschaft und damit der direkte Wiederaufstieg in die Oberliga. Dort sicherte man sich in der Saison 2011/12 den Klassenerhalt am letzten Spieltag. Auch in den beiden folgenden Spieljahren wurde der SVS im unteren Tabellendrittel angetroffen. Erst mit der Saison 2014/15 entstand eine kleine Erfolgsstory, in der 34 Spieltage der 1. Platz der Tabelle erspielt und gehalten werden konnte. Am 23. Mai 2015 errang der SV Spielberg im letzten Ligaspiel gegen SGV Freiberg mit einem 2:2 in der Nachspielzeit den letzten notwendigen Punkt, um den hartnäckigen Verfolger Bahlinger SC auf Distanz zu halten und zur Sicherung der Meisterschaft in der Oberliga Baden-Württemberg. Der Verein hat damit seinen größten Erfolg in seiner Geschichte erreicht und stieg direkt in die viertklassige Regionalliga Südwest auf. Die Klasse konnte nicht gehalten werden, es erfolgte der sofortige Wiederabstieg. Im darauffolgenden Jahr konnte sich der SVS im Mittelfeld mit dem 10. Tabellenplatz behaupten, doch 2018/19 folgte als Schlusslicht der Abstieg in die Verbandsliga.

## Erfolge
- Meister der Verbandsliga Baden: 2009, 2011
- Meister der Oberliga Baden-Württemberg: 2015
- Teilnahme am DFB-Pokal 1975/76 gegen SF Höhr-Grenzhausen
- Finalist im Badischen Verbandspokal: 1998 (2:3 gegen den SV Waldhof Mannheim), 2015 (2:3 gegen den FC Nöttingen)
- Sieger Karlsbadpokal 2015

## Bekannte Spieler
- Der spätere deutsche Nationalspieler Jens Nowotny begann das Fußballspielen zusammen mit seinem Bruder Dirk beim SV Spielberg. Er spielte bis zur D-Jugend für den Verein, bevor er zum FC Germania Friedrichstal wechselte.
- Jérôme Gondorf, aktuell Mittelfeldspieler des Bundesligisten Karlsruher SC.
- Timo di Giorgio, deutscher Futsalnationalspieler